# ماجد العطوي
ماجد العطوي لاعب كرة قدم سعودي ، يلعب في نادي الوطني.
لعب في نادي الوطني ونادي الجندل ونادي الروضة.